# Syncirsodes
Syncirsodes is een geslacht van vlinders van de familie spanners (Geometridae), uit de onderfamilie Ennominae.

## Soorten
- S. lucida Butler, 1882
- S. straminea Butler, 1882